# Hucho
O Hucho é um gênero de grandes salmonídeos da Eurásia.

## Espécies
Existem 5 espécies atualmente referidas neste gênero:
- Hucho bleekeri
- Hucho hucho
- Hucho ishikawae
- Hucho perryi
- Hucho taimen